# Hotel Moskwa w Belgradzie
Hotel Moskwa (serb.: Хотел Москва, Hotel Moskva) – jeden z bardziej znanych hoteli w stolicy Serbii, Belgradzie. Znajduje się na placu Terazije w centrum miasta.
Budynek zaprojektowany został przez serbskiego architekta Jovana Ilkicia w duchu architektury secesyjnej. Oficjalnego otwarcia obiektu, które miało miejsce 14 stycznia 1908 roku, dokonał król serbski Petar I Karađorđević. W trakcie swojej historii obiekt przyjął około 40 milionów gości, z czego 4,5 miliona spędziło w nim przynajmniej jedną noc. Wśród najbardziej znanych gości hotelu wymienić można m.in. Alberta Einsteina, Roberta de Niro czy Alfreda Hitchcocka. Na wyposażenie Hotelu Moskwa składają się 132 pokoje o różnym standardzie oraz apartamenty królewskie i prezydencki.

## Galeria

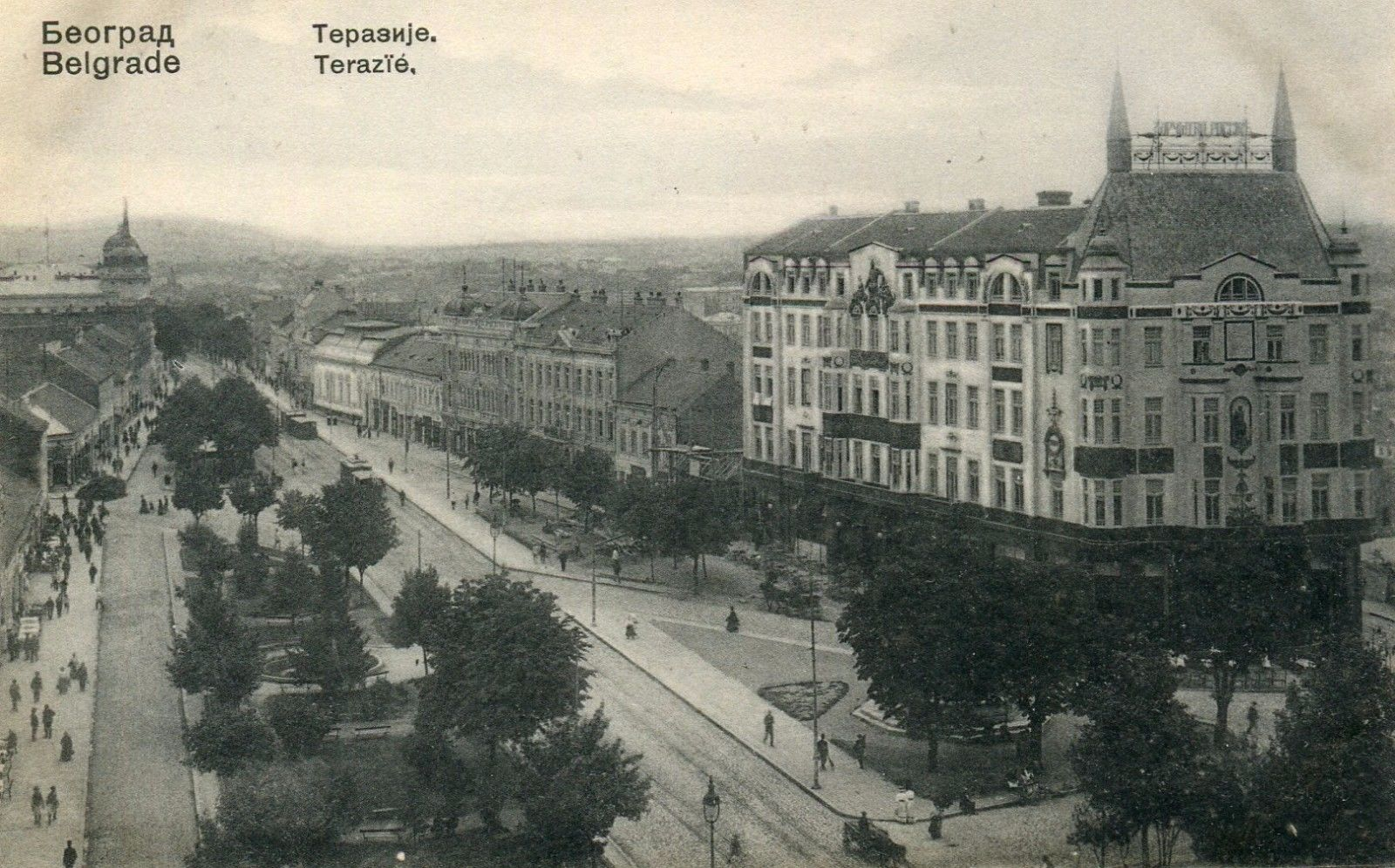
Hotel Moskva i plac Terazije w latach 20. XX wieku
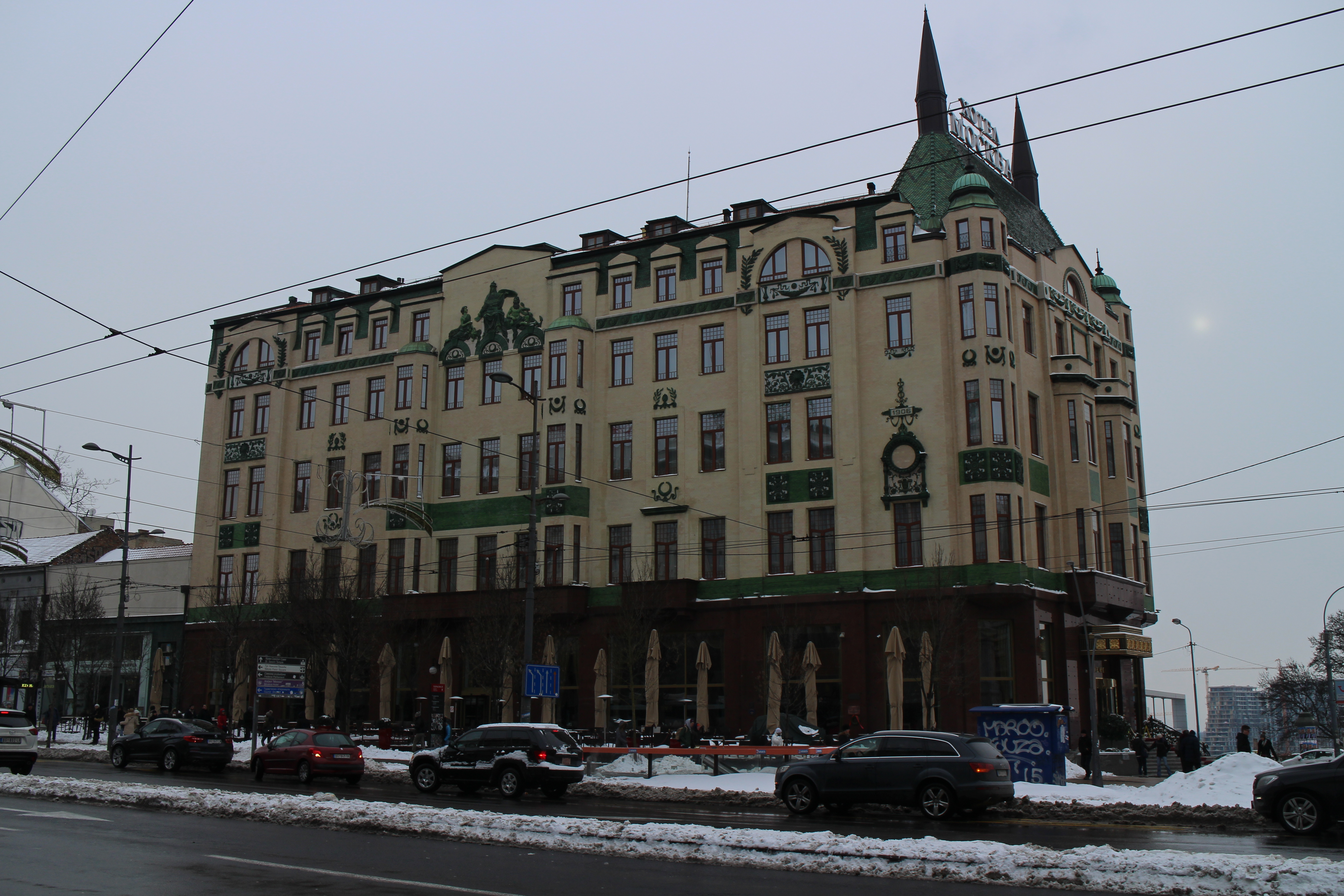
Fasada budynku
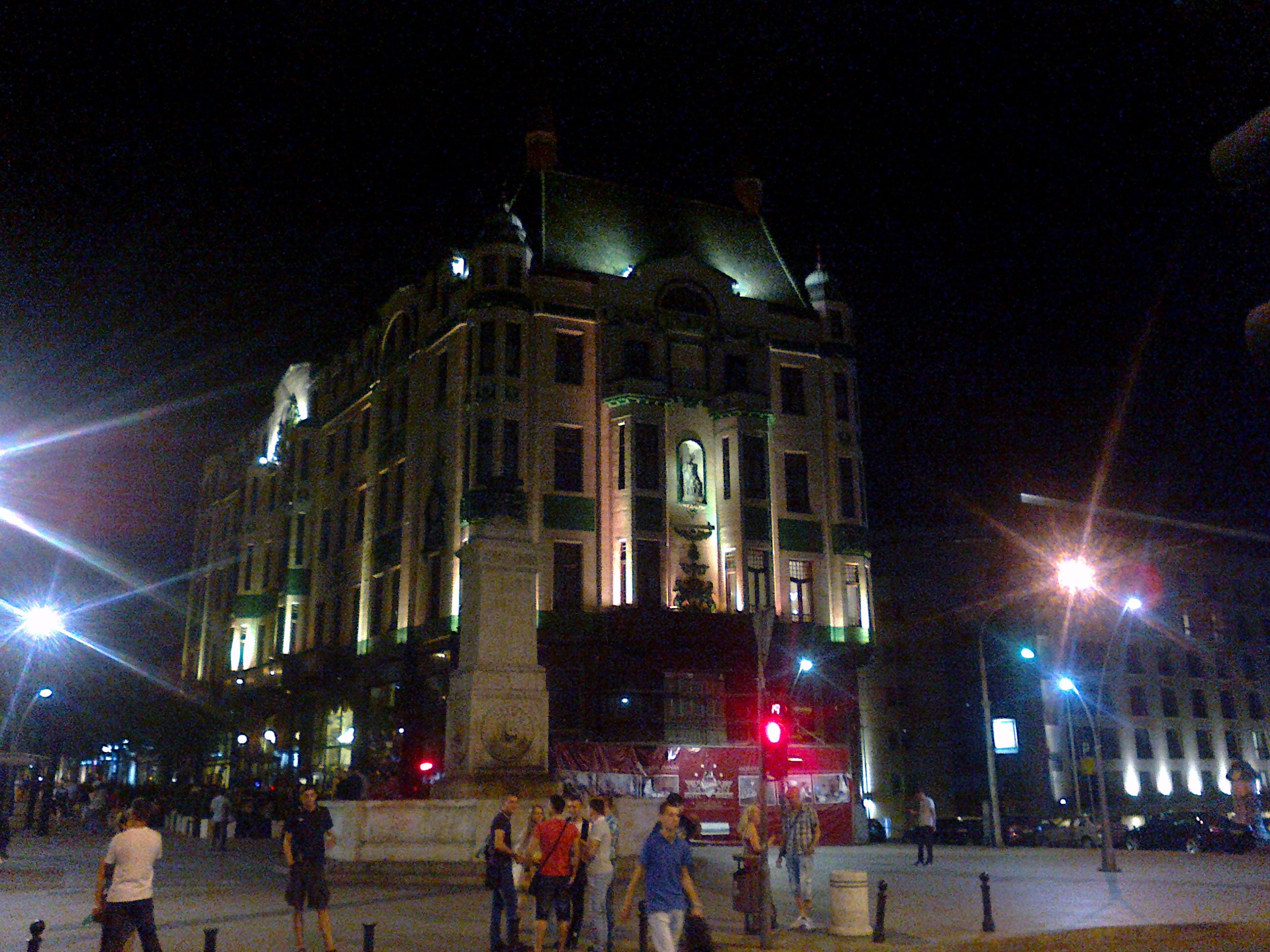
Hotel nocą